# Simon Mignolet
Pour les articles homonymes, voir Mignolet.
Simon Mignolet, né le 6 mars 1988 à Saint-Trond en Belgique, est un footballeur international belge qui occupe le poste de gardien de but au Club Bruges KV.

## Biographie

### Famille et origines
Simon Luc Hildebert Mignolet est né le 6 mars 1988 à Saint-Trond dans la province de Limbourg en région flamande. Ses deux parents, Stefaan Mignolet et Bernadette Stippelmans, tous les deux flamands et néerlandophones, ont également donné naissance à son frère, Wouter Mignolet.
Bien que majoritairement originaire de la province de Limbourg et donc de Flandre, Simon Mignolet porte un patronyme francophone originaire de Wallonie. En effet, Mignolet signifiait plaisant, agréable ou encore gracieux  en moyen français. Ce nom de famille lui vient d'Antonius Mignolet, né en 1685 à Oleye en Hesbaye liégeoise, qui épousa Elisabeth Plugers, née en 1690 à Roclenge-Looz dans la province de Limbourg. 

### En club

#### Jeunesse et formation
Simon Mignolet commence à jouer au football comme joueur de champ à Brustem puis à Tongres dans sa province natale, le Limbourg. Il rejoint ensuite, à l'âge de dix ans, le centre de formation de Saint-Trond, club qu'il supporte depuis son plus jeune âge. Ses formateurs le considèrent alors comme trop lent pour devenir un joueur de champ. C'est l'année suivante, à Alost, qu'il s'essaie dans les buts et qu'il ne quittera finalement plus. Il retourne alors à Saint-Trond l'année suivante, comme gardien de but cette fois, où il est parvient à s'imposer petit à petit dans les cages trudonnaires. 

#### Saint-Trond (2006-2010)
Simon Mignolet intègre l'équipe première trudonnaire en 2006. Cette dernière évolue alors en division 1, mais lutte pour le maintien. Simon est considéré comme le troisième gardien de l'équipe derrière Frank Boeckx et Bart Deelkens, et ne dispute que deux matchs. Il commence à être titularisé à partir de 2007, aux dépens de Boeckx. Saint-Trond est cependant relégué à l'issue de la saison en division 2. La saison suivante, grâce notamment aux 29 buts marqués qui leur permettent de terminer meilleur défense de division 2, Saint-Trond, avec Mignolet titulaire indiscutable, est sacré champion et est promu en première division. Mignolet profite d'ailleurs de cette saison pour inscrire un but sur penalty lors d'une victoire 5-1 face à Renaix. Son ascension se poursuit en championnat la saison suivante jusqu'à être désigné, en 2010, meilleur gardien de la saison de Jupiler Pro League lors du gala du Footballeur pro de l'année en Belgique. Saint-Trond termine à la quatrième place du championnat. 

#### Sunderland (2010-2013)
À la suite de cette bonne saison et de ce titre individuel, il est recruté par le club anglais de Sunderland pour la saison 2010-2011, bien que des clubs européens plus huppés tels que le PSV Eindhoven ou encore l'Udinese souhaitaient l'enrôler. Le montant de la transaction s'élève à environ un million et demi d'euros.
Sunderland est engagé en Premier League lors de la première saison de Mignolet au club. Mignolet est titularisé dès la première journée de championnat, contre Birmingham City. Cette rencontre s'achève par un match nul (2-2), et Mignolet est désigné « homme du match ». Très vite, il entre en concurrence avec l'Écossais Craig Gordon, titulaire la saison précédente. Mignolet finit par prendre le dessus et dispute 26 matchs toutes compétitions confondues. Sunderland termine à la dixième place du championnat.
La saison suivante, Mignolet se fracture le nez lors d'un choc avec l'attaquant d'Aston Villa, Emile Heskey dans un duel aérien. Keiren Westwood le remplace, et Mignolet doit être écarté des terrains durant plusieurs mois. Pendant ce temps, Steve Bruce, l'entraîneur qui l'avait fait venir chez les Black Cats, est remplacé par Martin O'Neill. Simon effectue son retour à la compétition, en utilisant temporairement par précaution un masque de protection, le 1er janvier, à l'occasion de la victoire de son équipe face au futur champion, Manchester City. Ses performances attirent l'attention des plus grands clubs du championnat anglais, notamment Manchester United, dans le cas d'un départ de David de Gea.
Mignolet prend ensuite part à l'intégralité des 38 matchs de championnat la saison suivante. Il est alors considéré comme l'un des meilleurs gardiens du championnat anglais. En effet, sur l'année civile 2012, il parvient à conserver 15 fois ses cages inviolées. Seul Joe Hart a fait mieux avec 17 clean-sheets. Simon Mignolet est également le gardien le plus actif de l'année en Angleterre, avec 140 arrêts. Cependant, sur le plan collectif, la saison de Sunderland est difficile : le club termine à la dix-septième place, trois points seulement devant le premier relégable. Simon Mignolet est, tout au long de la saison, l'un des acteurs majeurs du maintien des Black Cats en Premier League.

#### Liverpool (2013-2019)

##### 2013-2014: Débuts en fanfare, vice-champion d'Angleterre

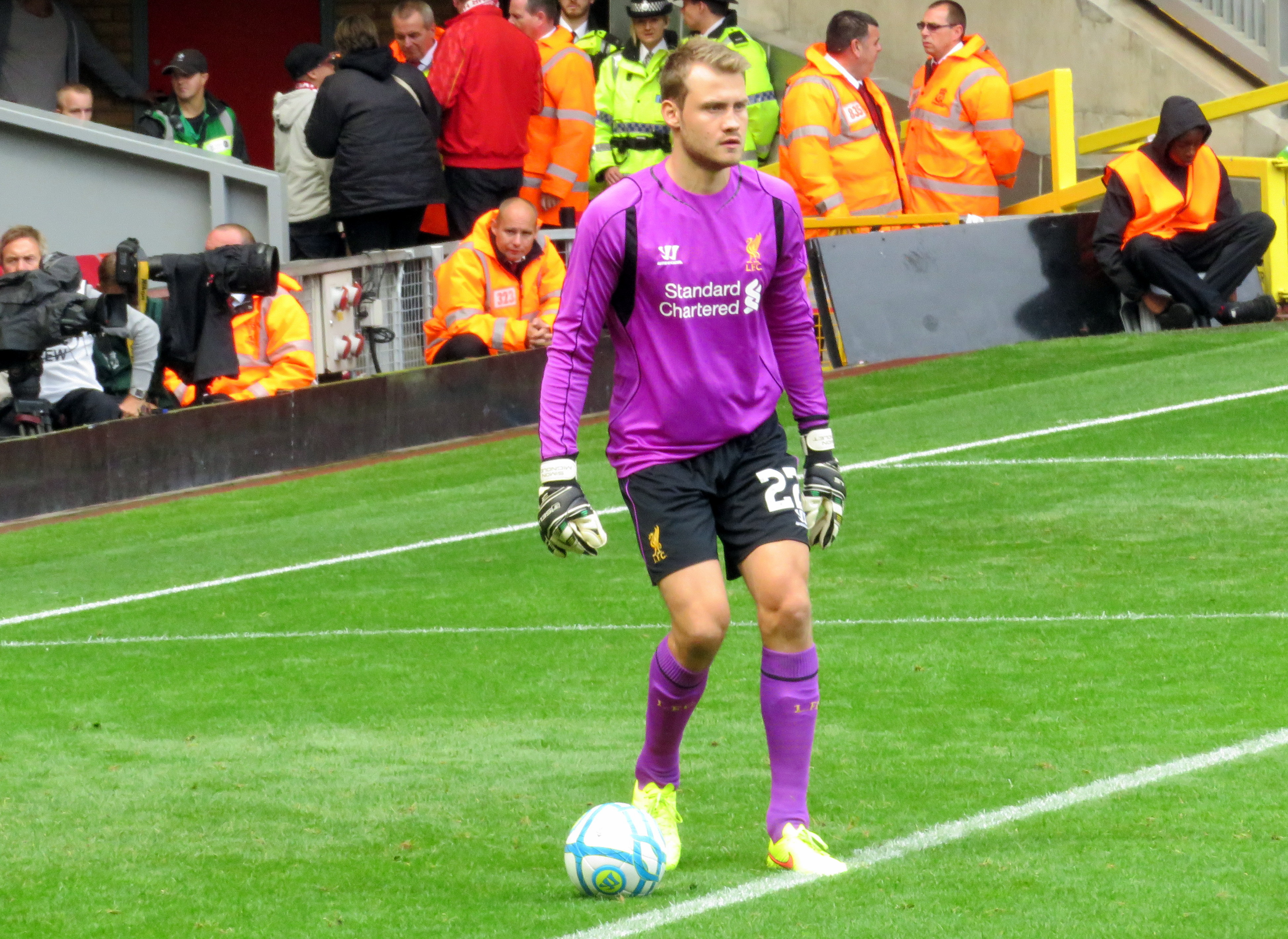
Simon Mignolet avec Liverpool en 2014.

Au mois de juin 2013, après trois excellentes saisons passées à Sunderland, il est transféré au Liverpool Football Club pour 11 millions d'euros. Il est engagé par le club anglais pour concurrencer Pepe Reina, le gardien espagnol, qui est finalement prêté au club italien de Naples pour la saison 2013-2014 le 29 juillet 2013. Mignolet commence donc la saison 2013-2014 en tant que gardien titulaire.
Le 17 août 2013, pour son premier match officiel sous ses nouvelles couleurs, Mignolet arrête un pénalty de Jonathan Walters à la 88e minute de jeu et permet à Liverpool de l'emporter 1-0 contre Stoke City. Les Reds remportent leurs deux matchs suivants sur le même score - Mignolet parvient donc à enchaîner trois matchs sans encaisser de but dès ses débuts - et sont en tête du championnat après trois journées.
Il est le gardien de Premier League qui a effectué le plus d'arrêts durant l'année 2013, à savoir 141. 
Tout comme lors de la saison précédente, à Sunderland, il dispute l'intégralité des matchs de championnat. Son club sera auteur d'une excellente saison 2013-2014 où ils termineront vice-champion d'Angleterre.

##### 2014-2015: Premières rencontres européennes
Lors de la saison 2014-2015, il connaît un début de saison difficile, à l'instar de son équipe qui a du mal à digérer le départ de son attaquant vedette Luis Suárez. Lors des premières rencontres, il se rend coupable d'erreurs et d'approximations qui coûtent des buts à son équipe. Il inscrit d'ailleurs le premier but contre son camp de sa carrière, sur le terrain de Leicester, à la suite d'une frappe sur le poteau de Leonardo Ulloa. Très critiqué, notamment par l'ancien gardien et entraineur Bruce Grobbelaar, il voit son équipe descendre à la douzième place du championnat à la suite d'une défaite contre Crystal Palace (3-1). La deuxième place acquise l'année précédente par son club lui permet de prendre part à la Ligue des champions, sa première compétition européenne. Il y fait sa première apparition à Anfield contre Ludogorets Razgrad (victoire 2-1). L'incroyable série de matchs enchaînés par Simon Mignolet en Premier League s'achève lorsque l'entraîneur des Reds Brendan Rodgers décide de faire confiance à l'Australien Brad Jones pour les matchs contre Manchester United et Arsenal. Simon parvient néanmoins à reprendre sa place de titulaire grâce à la blessure de ce dernier contre Burnley. De plus il effectuera un excellent deuxième tour en signant pas moins de 10 clean sheets (14 sur toute sa saison) ce qui lui vaut le titre honorifique de meilleur joueur de l'année de la saison 2014-2015 décerné par les supporters de Liverpool.
Il réalise 16 « clean sheets » en championnat en 2015, soit la meilleure performance en Angleterre cette année-là.

##### 2018-2019
Lors de la saison 2018-2019, Simon Mignolet remporte la Ligue des champions avec Liverpool, rentrant ainsi dans le cercle très fermé des Belges vainqueurs de la « coupe aux grandes oreilles » avec Eric Gerets, Daniel Van Buyten et Divock Origi . Mais il ne jouera que trois matchs cette saison-là, après l'arrivée d'Alisson Becker chez les Reds. 

#### Club Bruges KV (depuis 2019)
Après six saisons passées à Liverpool, Simon Mignolet retourne en Belgique pour s'engager au Club Bruges KV.

### En sélections nationales

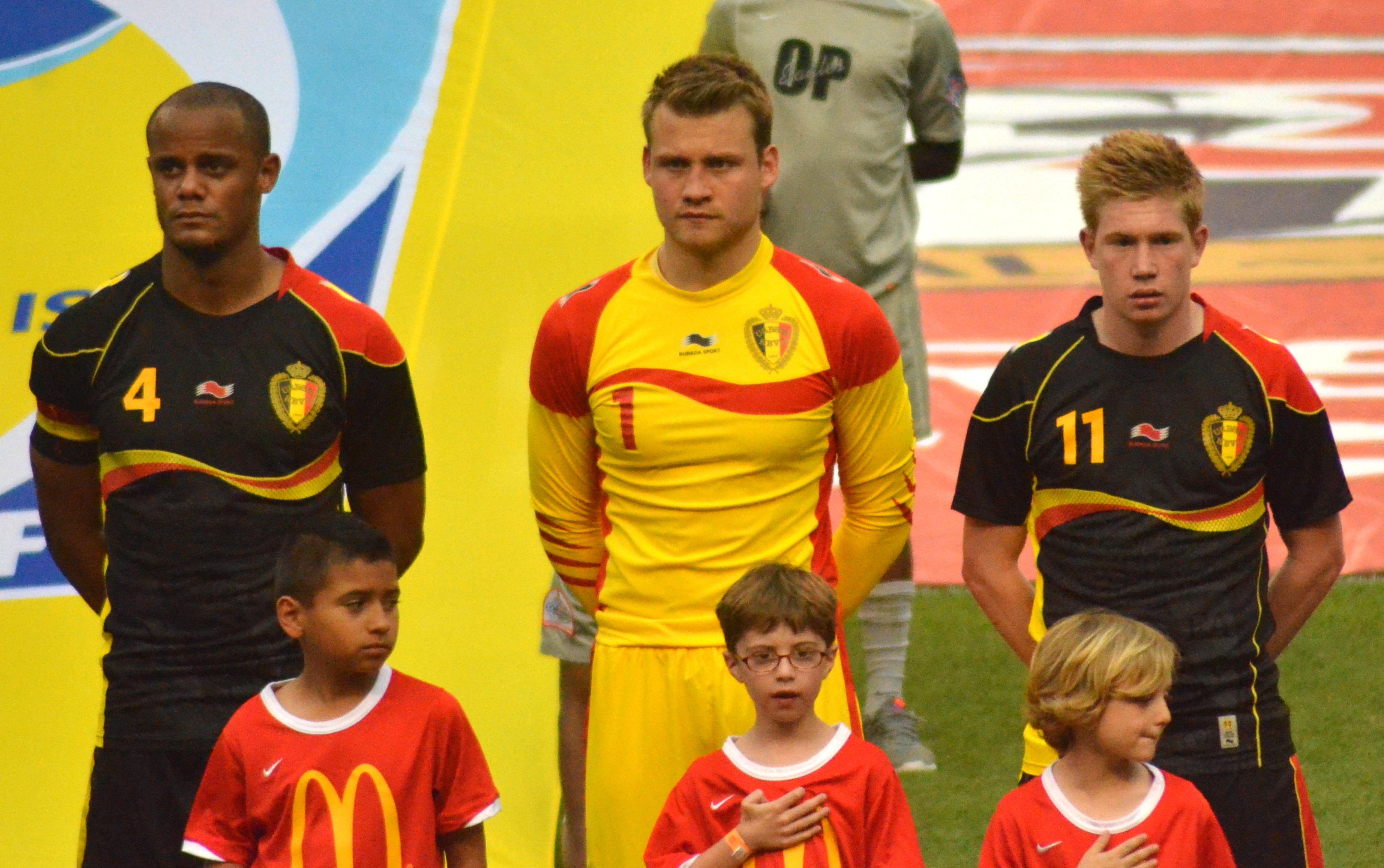
Simon Mignolet avec l'équipe nationale en 2013.

#### Débuts en équipe première
Il reçoit sa première sélection en équipe nationale le 25 mars 2011 pour un match contre l'Autriche remporté 0-2 par les Belges lors des qualifications pour l'Euro 2012. Il est à nouveau désigné comme titulaire lors du match contre l'Azerbaïdjan (victoire belge 4-1) le 29 mars 2011, ainsi que contre la Turquie (1-1) le 3 juin 2011.

#### Coupe du monde 2014
Le 3 juin 2014, Simon Mignolet est convoqué par Marc Wilmots pour disputer la Coupe du monde 2014 au Brésil. Pour sa première compétition internationale, il occupe la place de numéro 2 et est la doublure de Thibaut Courtois. Il ne joue aucun match durant cette compétition et voit sa sélection éliminée en quarts-de-finale contre l'Argentine, futur finaliste de l'édition.

#### Euro 2016
Deux ans plus tard, Mignolet est de nouveau appelé par Marc Wilmots pour disputer l'Euro 2016 en France. Une nouvelle fois deuxième gardien, il ne dispute pas un seul match de la compétition. Malgré un but de Radja Nainggolan, les Diables rouges sont éliminés en quarts-de-finales contre le pays de Galles sur un score de 3-1.

#### Coupe du monde 2018
Malgré le changement de sélectionneur, Simon Mignolet se voit convoqué par Roberto Martínez pour participer à sa deuxième coupe du monde : la Coupe du monde 2018 en Russie. Ne jouant de nouveau aucun match, il voit son équipe échouer aux portes de la demi-finale contre la France, future championne du monde sur le score de 1-0 inscrit par Samuel Umtiti. Les Belges marquent toutefois leur meilleure performance en décrochant la troisième place en battant l'Angleterre 2-0 sur des buts inscrits par Thomas Meunier et Eden Hazard.

#### Euro 2020
Il est à nouveau retenu pour participer à l'Euro 2020. Malgré un but de Romelu Lukaku sur pénalty, les Belges s'inclinent une nouvelle fois en quarts-de-finale, face à l'Italie futur champion de l'édition sur un score de 2-1. Les buteurs italiens sont Nicolò Barella et Lorenzo Insigne. 

#### Coupe du monde 2022
Le 10 novembre 2022, il est sélectionné par Roberto Martínez pour participer à la Coupe du monde 2022.

#### Retraite internationale
Le 13 mars 2023, il annonce sa retraite internationale après 129 sélections avec les Diables Rouges et 35 rencontres disputées mais aucune dans un grand tournoi.

## Statistiques

### En club
| Saison                | Club                  | Championnat           | Championnat | Championnat | Coupe nationale | Coupe nationale | Coupe de la Ligue | Coupe de la Ligue | Supercoupe | Supercoupe | Compétition(s) continentale(s) | Compétition(s) continentale(s) | Compétition(s) continentale(s) | Autres compétitions | Autres compétitions | Autres compétitions | Total | Total |
| Saison                | Club                  | Division              | M.          | B.          | M.              | B.              | M.                | B.                | M.         | B.         | Comp.                          | M.                             | B.                             | Comp.               | M.                  | B.                  | M.    | B.    |
| 2006-2007             | Saint-Trond VV        | Division 1            | 2           | 0           | -               | -               | -                 | -                 | -          | -          | -                              | -                              | -                              | -                   | -                   | -                   | 2     | 0     |
| 2007-2008             | Saint-Trond VV        | Division 1            | 25          | 0           | 1               | 0               | -                 | -                 | -          | -          | -                              | -                              | -                              | -                   | -                   | -                   | 26    | 0     |
| 2008-2009             | Saint-Trond VV        | Division 2            | 35          | 1           | 1               | 0               | -                 | -                 | -          | -          | -                              | -                              | -                              | -                   | -                   | -                   | 36    | 1     |
| 2009-2010             | Saint-Trond VV        | Division 1            | 27          | 0           | 1               | 0               | -                 | -                 | -          | -          | -                              | -                              | -                              | PO1+BE              | 10+2                | 0+0                 | 40    | 0     |
| Sous-total            | Sous-total            | Sous-total            | 89          | 1           | 3               | 0               | -                 | -                 | -          | -          | -                              | -                              | -                              | -                   | 12                  | 0                   | 104   | 1     |
| 2010-2011             | Sunderland AFC        | Premier League        | 23          | 0           | 1               | 0               | 2                 | 0                 | -          | -          | -                              | -                              | -                              | -                   | -                   | -                   | 26    | 0     |
| 2011-2012             | Sunderland AFC        | Premier League        | 29          | 0           | 6               | 0               | 0                 | 0                 | -          | -          | -                              | -                              | -                              | -                   | -                   | -                   | 35    | 0     |
| 2012-2013             | Sunderland AFC        | Premier League        | 38          | 0           | 2               | 0               | 0                 | 0                 | -          | -          | -                              | -                              | -                              | -                   | -                   | -                   | 40    | 0     |
| Sous-total            | Sous-total            | Sous-total            | 90          | 0           | 9               | 0               | 2                 | 0                 | -          | -          | -                              | -                              | -                              | -                   | -                   | -                   | 101   | 0     |
| 2013-2014             | Liverpool FC          | Premier League        | 38          | 0           | 0               | 0               | 2                 | 0                 | -          | -          | -                              | -                              | -                              | -                   | -                   | -                   | 40    | 0     |
| 2014-2015             | Liverpool FC          | Premier League        | 36          | 0           | 7               | 0               | 3                 | 0                 | -          | -          | C1+C3                          | 6+2                            | 0+0                            | -                   | -                   | -                   | 54    | 0     |
| 2015-2016             | Liverpool FC          | Premier League        | 34          | 0           | 3               | 0               | 3                 | 0                 | -          | -          | C3                             | 15                             | 0                              | -                   | -                   | -                   | 55    | 0     |
| 2016-2017             | Liverpool FC          | Premier League        | 28          | 0           | 0               | 0               | 3                 | 0                 | -          | -          | -                              | -                              | -                              | -                   | -                   | -                   | 31    | 0     |
| 2017-2018             | Liverpool FC          | Premier League        | 19          | 0           | 1               | 0               | -                 | -                 | -          | -          | C1                             | 2                              | 0                              | -                   | -                   | -                   | 22    | 0     |
| 2018-2019             | Liverpool FC          | Premier League        | 0           | 0           | 1               | 0               | 1                 | 0                 | -          | -          | C1                             | 0                              | 0                              | -                   | -                   | -                   | 2     | 0     |
| Sous-total            | Sous-total            | Sous-total            | 155         | 0           | 12              | 0               | 12                | 0                 | -          | -          | -                              | 25                             | 0                              | -                   | -                   | -                   | 204   | 0     |
| 2019-2020             | Club Bruges KV        | Division 1A           | 27          | 0           | 5               | 0               | -                 | -                 | -          | -          | C1+C3                          | 10+2                           | 0+0                            | -                   | -                   | -                   | 44    | 0     |
| 2020-2021             | Club Bruges KV        | Division 1A           | 33          | 0           | 2               | 0               | -                 | -                 | -          | -          | C1+C3                          | 5+2                            | 0+0                            | PO1                 | 5                   | 0                   | 47    | 0     |
| 2021-2022             | Club Bruges KV        | Division 1A           | 33          | 0           | 4               | 0               | -                 | -                 | -          | -          | C1                             | 6                              | 0                              | PO1                 | 6                   | 0                   | 49    | 0     |
| 2022-2023             | Club Bruges KV        | Division 1A           | 34          | 0           | 2               | 0               | -                 | -                 | 1          | 0          | C1                             | 8                              | 0                              | PO1                 | 6                   | 0                   | 51    | 0     |
| 2023-2024             | Club Bruges KV        | Division 1A           | 28          | 0           | 5               | 0               | -                 | -                 | -          | -          | C4                             | 14                             | 0                              | PO1                 | 4                   | 0                   | 51    | 0     |
| 2024-2025             | Club Bruges KV        | Division 1A           | 30          | 0           | 0               | 0               | -                 | -                 | 1          | 0          | C1                             | 12                             | 0                              | PO1                 | 5                   | 0                   | 48    | 0     |
| 2025-2026             | Club Bruges KV        | Division 1A           | 1           | 0           | -               | -               | -                 | -                 | 1          | 0          | C1                             | 3                              | 0                              | -                   | -                   | -                   | 5     | 0     |
| Sous-total            | Sous-total            | Sous-total            | 186         | 0           | 18              | 0               | -                 | -                 | 3          | 0          | -                              | 63                             | 0                              | -                   | 25                  | 0                   | 295   | 0     |
| Total sur la carrière | Total sur la carrière | Total sur la carrière | 520         | 1           | 42              | 0               | 14                | 0                 | 3          | 0          | -                              | 88                             | 0                              | -                   | 37                  | 0                   | 704   | 1     |

### En sélections nationales
| Saison                | Sélection             | Phases finales         | Phases finales | Phases finales | Éliminatoires CDM | Éliminatoires CDM | Éliminatoires EURO | Éliminatoires EURO | Ligue des Nations | Ligue des Nations | Matchs amicaux | Matchs amicaux | Total | Total |
| Saison                | Sélection             | Compétition            | M              | B              | M                 | B                 | M                  | B                  | M                 | B                 | M              | B              | M     | B     |
| --------------------- | --------------------- | ---------------------- | -------------- | -------------- | ----------------- | ----------------- | ------------------ | ------------------ | ----------------- | ----------------- | -------------- | -------------- | ----- | ----- |
| 2010-2011             | Belgique              | -                      | -              | -              | -                 | -                 | 3                  | 0                  | -                 | -                 | 0              | 0              | 3     | 0     |
| 2011-2012             | Belgique              | -                      | -              | -              | -                 | -                 | 3                  | 0                  | -                 | -                 | 4              | 0              | 7     | 0     |
| 2012-2013             | Belgique              | -                      | -              | -              | 0                 | 0                 | -                  | -                  | -                 | -                 | 2              | 0              | 2     | 0     |
| 2013-2014             | Belgique              | Coupe du monde 2014    | 0              | 0              | 0                 | 0                 | -                  | -                  | -                 | -                 | 2              | 0              | 2     | 0     |
| 2014-2015             | Belgique              | -                      | -              | -              | -                 | -                 | 0                  | 0                  | -                 | -                 | 0              | 0              | 0     | 0     |
| 2015-2016             | Belgique              | Euro 2016              | 0              | 0              | -                 | -                 | 2                  | 0                  | -                 | -                 | 1              | 0              | 3     | 0     |
| 2016-2017             | Belgique              | -                      | -              | -              | 0                 | 0                 | -                  | -                  | -                 | -                 | 2              | 0              | 2     | 0     |
| 2017-2018             | Belgique              | Coupe du monde 2018    | 0              | 0              | 0                 | 0                 | -                  | -                  | -                 | -                 | 2              | 0              | 2     | 0     |
| 2018-2019             | Belgique              | -                      | -              | -              | -                 | -                 | 0                  | 0                  | 0                 | 0                 | 1              | 0              | 1     | 0     |
| 2019-2020             | Belgique              | -                      | -              | -              | -                 | -                 | 1                  | 0                  | -                 | -                 | -              | -              | 1     | 0     |
| 2020-2021             | Belgique              | Euro 2020              | 0              | 0              | 1                 | 0                 | -                  | -                  | 4                 | 0                 | 3              | 0              | 8     | 0     |
| 2021-2022             | Belgique              | Ligue des nations 2021 | 0              | 0              | 0                 | 0                 | -                  | -                  | -                 | -                 | 1              | 0              | 1     | 0     |
| 2022-2023             | Belgique              | Coupe du monde 2022    | 0              | 0              | -                 | -                 | -                  | -                  | 3                 | 0                 | 0              | 0              | 3     | 0     |
| Total sur la carrière | Total sur la carrière | Total sur la carrière  | 0              | 0              | 1                 | 0                 | 9                  | 0                  | 7                 | 0                 | 18             | 0              | 35    | 0     |

### Matchs internationaux
| Matchs internationaux de Simon Mignolet, | Matchs internationaux de Simon Mignolet, | Matchs internationaux de Simon Mignolet,     | Matchs internationaux de Simon Mignolet, | Matchs internationaux de Simon Mignolet, | Matchs internationaux de Simon Mignolet, | Matchs internationaux de Simon Mignolet, | Matchs internationaux de Simon Mignolet,                                            |
| #                                        | Date                                     | Lieu                                         | Adversaire                               | Résultat                                 | Compétition                              | Club                                     | Notes                                                                               |
| ---------------------------------------- | ---------------------------------------- | -------------------------------------------- | ---------------------------------------- | ---------------------------------------- | ---------------------------------------- | ---------------------------------------- | ----------------------------------------------------------------------------------- |
| 1                                        | 25 mars 2011                             | Stade Ernst-Happel, Vienne, Autriche         | Autriche                                 | V 2 - 0                                  | Éliminatoires de l'Euro 2012             | Sunderland AFC                           | Titulaire.                                                                          |
| 2                                        | 29 mars 2011                             | Stade Roi Baudouin, Bruxelles, Belgique      | Azerbaïdjan                              | V 4 - 1                                  | Éliminatoires de l'Euro 2012             | Sunderland AFC                           | Titulaire.                                                                          |
| 3                                        | 3 juin 2011                              | Stade Roi Baudouin, Bruxelles, Belgique      | Turquie                                  | N 1 - 1                                  | Éliminatoires de l'Euro 2012             | Sunderland AFC                           | Titulaire.                                                                          |
| 4                                        | 10 août 2011                             | Stadion Stožice, Ljubljana, Slovénie         | Slovénie                                 | N 0 - 0                                  | Match amical                             | Sunderland AFC                           | Titulaire.                                                                          |
| 5                                        | 2 septembre 2011                         | Stade Tofiq-Béhramov, Bakou, Azerbaïdjan     | Azerbaïdjan                              | N 1 - 1                                  | Éliminatoires de l'Euro 2012             | Sunderland AFC                           | Titulaire.                                                                          |
| 6                                        | 6 septembre 2011                         | Stade Roi Baudouin, Bruxelles, Belgique      | États-Unis                               | V 1 - 0                                  | Match amical                             | Sunderland AFC                           | Titulaire.                                                                          |
| 7                                        | 7 octobre 2011                           | Stade Roi Baudouin, Bruxelles, Belgique      | Kazakhstan                               | V 4 - 1                                  | Éliminatoires de l'Euro 2012             | Sunderland AFC                           | Titulaire.                                                                          |
| 8                                        | 11 octobre 2011                          | Esprit Arena, Düsseldorf, Allemagne          | Allemagne                                | D 1 - 3                                  | Éliminatoires de l'Euro 2012             | Sunderland AFC                           | Titulaire.                                                                          |
| 9                                        | 29 février 2012                          | Stade Pankritio, Héraklion, Grèce            | Grèce                                    | N 1 - 1                                  | Match amical                             | Sunderland AFC                           | Titulaire, écope d'un carton jaune à la 89e minute de jeu.                          |
| 10                                       | 2 juin 2012                              | Stade de Wembley, Londres, Angleterre        | Angleterre                               | D 0 - 1                                  | Match amical                             | Sunderland AFC                           | Titulaire.                                                                          |
| 11                                       | 14 novembre 2012                         | Arena Națională, Bucarest, Roumanie          | Roumanie                                 | D 1 - 2                                  | Match amical                             | Sunderland AFC                           | Titulaire.                                                                          |
| 12                                       | 29 mai 2013                              | FirstEnergy Stadium, Cleveland, États-Unis   | États-Unis                               | V 4 - 2                                  | Match amical                             | Sunderland AFC                           | Titulaire.                                                                          |
| 13                                       | 14 novembre 2013                         | Stade Roi Baudouin, Bruxelles, Belgique      | Colombie                                 | D 0 - 2                                  | Match amical                             | Liverpool FC                             | Titulaire.                                                                          |
| 14                                       | 19 novembre 2013                         | Stade Roi Baudouin, Bruxelles, Belgique      | Japon                                    | D 2 - 3                                  | Match amical                             | Liverpool FC                             | Titulaire.                                                                          |
| 15                                       | 10 octobre 2015                          | Estadi Nacional, Andorre-la-Vieille, Andorre | Andorre                                  | V 4 - 1                                  | Éliminatoires de l'Euro 2016             | Liverpool FC                             | Titulaire.                                                                          |
| 16                                       | 13 octobre 2015                          | Stade Roi Baudouin, Bruxelles, Belgique      | Israël                                   | V 3 - 1                                  | Éliminatoires de l'Euro 2016             | Liverpool FC                             | Titulaire.                                                                          |
| 17                                       | 13 novembre 2015                         | Stade Roi Baudouin, Bruxelles, Belgique      | Italie                                   | V 3 - 1                                  | Match amical                             | Liverpool FC                             | Titulaire.                                                                          |
| 18                                       | 9 novembre 2016                          | Amsterdam Arena, Amsterdam, Pays-Bas         | Pays-Bas                                 | N 1 - 1                                  | Match amical                             | Liverpool FC                             | Titulaire.                                                                          |
| 19                                       | 28 mars 2017                             | Stade olympique Ficht, Sotchi, Russie        | Russie                                   | N 3 - 3                                  | Match amical                             | Liverpool FC                             | Titulaire.                                                                          |
| 20                                       | 14 novembre 2017                         | Stade Jan-Breydel, Bruges, Belgique          | Japon                                    | V 1 - 0                                  | Match amical                             | Liverpool FC                             | Titulaire.                                                                          |
| 21                                       | 27 mars 2018                             | Stade Roi Baudouin, Bruxelles, Belgique      | Arabie saoudite                          | V 4 - 0                                  | Match amical                             | Liverpool FC                             | Titulaire.                                                                          |
| 22                                       | 16 octobre 2018                          | Stade Roi Baudouin, Bruxelles, Belgique      | Pays-Bas                                 | N 1 - 1                                  | Match amical                             | Liverpool FC                             | Titulaire.                                                                          |
| 23                                       | 19 novembre 2019                         | Stade Roi Baudouin, Bruxelles, Belgique      | Chypre                                   | V 6 - 1                                  | Éliminatoires de l'Euro 2020             | Club Bruges KV                           | Titulaire.                                                                          |
| 24                                       | 5 septembre 2020                         | Parken Stadium, Copenhague, Danemark         | Danemark                                 | V 2 - 0                                  | Ligue des nations 2020-2021              | Club Bruges KV                           | Titulaire.                                                                          |
| 25                                       | 8 septembre 2020                         | Stade Roi Baudouin, Bruxelles, Belgique      | Islande                                  | V 5 - 1                                  | Ligue des nations 2020-2021              | Club Bruges KV                           | Entre en jeu à la place de Koen Casteels à la 56e minute de jeu.                    |
| 26                                       | 8 octobre 2020                           | Stade Roi Baudouin, Bruxelles, Belgique      | Côte d'Ivoire                            | N 1 - 1                                  | Match amical                             | Club Bruges KV                           | Titulaire et capitaine, remplacé par Hendrik Van Crombrugge à la 77e minute de jeu. |
| 27                                       | 11 octobre 2020                          | Stade de Wembley, Londres, Angleterre        | Angleterre                               | D 1 - 2                                  | Ligue des nations 2020-2021              | Club Bruges KV                           | Titulaire.                                                                          |
| 28                                       | 14 octobre 2020                          | Laugardalsvöllur, Reykjavik, Islande         | Islande                                  | V 2 - 1                                  | Ligue des nations 2020-2021              | Club Bruges KV                           | Titulaire.                                                                          |
| 29                                       | 11 novembre 2020                         | Stade Den Dreef, Louvain, Belgique           | Suisse                                   | V 2 - 1                                  | Match amical                             | Club Bruges KV                           | Titulaire.                                                                          |
| 30                                       | 30 mars 2021                             | Stade Den Dreef, Louvain, Belgique           | Biélorussie                              | V 8 - 0                                  | Éliminatoires de la Coupe du monde 2022  | Club Bruges KV                           | Titulaire.                                                                          |
| 31                                       | 3 juin 2021                              | Stade Roi Baudouin, Bruxelles, Belgique      | Grèce                                    | N 1 - 1                                  | Match amical                             | Club Bruges KV                           | Titulaire, remplacé par Matz Sels à la 91e minute de jeu.                           |
| 32                                       | 26 mars 2022                             | Aviva Stadium, Dublin, Irlande               | République d'Irlande                     | N 2 - 2                                  | Match amical                             | Club Bruges KV                           | Titulaire.                                                                          |
| 33                                       | 3 juin 2022                              | Stade Roi Baudouin, Bruxelles, Belgique      | Pays-Bas                                 | D 1 - 4                                  | Ligue des nations 2022-2023              | Club Bruges KV                           | Titulaire.                                                                          |
| 34                                       | 8 juin 2022                              | Stade Roi Baudouin, Bruxelles, Belgique      | Pologne                                  | V 6 - 1                                  | Ligue des nations 2022-2023              | Club Bruges KV                           | Titulaire.                                                                          |
| 35                                       | 14 juin 2022                             | Stade national, Varsovie, Pologne            | Pologne                                  | V 1 - 0                                  | Ligue des nations 2022-2023              | Club Bruges KV                           | Titulaire.                                                                          |

## Palmarès

### En club
|  |  | Saint-Trond VV - Championnat de Belgique de deuxième division (1) : - Champion : 2009. |  | Liverpool FC - Championnat d'Angleterre : - Vice-champion : 2014 et 2019. - Community Shield : - Finaliste : 2019. - Coupe de la Ligue : - Finaliste : 2016. - Ligue des champions (1) : - Vainqueur : 2019. - Ligue Europa : - Finaliste : 2016. |  | Club Bruges KV - Championnat de Belgique (4) : - Champion : 2020, 2021, 2022 et 2024. - Vice-champion : 2025. - Coupe de Belgique (1) : - Vainqueur : 2025. - Supercoupe de Belgique (3) : - Vainqueur : 2021, 2022 et 2025. - Finaliste : 2024. |

### En sélections nationales
|  |  | Belgique -20 ans - International Challenge Trophy (en) (1) : - Vainqueur : 2009 (en). |  | Belgique - Coupe du monde : - Troisième : 2018. - Ligue des nations : - Quatrième : 2021. |

### Distinctions personnelles
- Élu meilleur gardien de l'année de Jupiler Pro League par Sport/Foot Magazine en 2010[26].
- Élu Soulier d'or du meilleur gardien de l'année de Jupiler Pro League en 2019, 2020, 2021, 2022 [27] et 2024[28].
- Élu Soulier d'or du meilleur joueur de l'année de Jupiler Pro League en 2022.
- Élu joueur de la saison au Club Bruges en 2022.

### Vie privée
En 2012, Mignolet est diplômé de la faculté des sciences politiques et sociales de la KU Leuven et décroche un bachelier en sciences politiques. 
En 2015, il épouse Jasmien Claes.